# Diocesi di Modruš
La diocesi di Modruš (in latino Dioecesis Modrussensis) è una diocesi soppressa e sede titolare della Chiesa cattolica.

## Storia
La diocesi di Corbavia, con sede nella capitale Udbina, fu eretta nel sinodo di Spalato del 1185, ricavandone il territorio dall'arcidiocesi di Spalato. Essa comprendeva la contea di Corbavia, parte della contea di Lika e i territori di Modruš, di Novigrad e di Vinodol. L'erezione della diocesi e la nomina del suo primo vescovo Matteo furono approvati, assieme agli atti del sinodo, da papa Urbano III.
A causa delle invasioni turche la sede vescovile fu trasferita da papa Pio II nel 1460 a Modruš (o Modrussa), oggi frazione del comune di Josipdol, nei pressi della città di Fiume, roccaforte dei conti Frangipane. Negli atti pontifici la diocesi assunse da questo momento il nome Modrusiensis.
A causa della sconfitta dei croati a Udbina contro i Turchi (1493), il vescovo trasferì nuovamente la sua sede a Novi in Valdivino, a sud-est di Fiume.
Tra i suoi vescovi si ricordano Pier Paolo Vergerio; e Simone de Begno, oratore al concilio Lateranense V e autore di libri ecclesiastici in glagolitico.
Dopo che dagli anni Sessanta del XVI secolo la diocesi, desolata per le incursioni dei Turchi, era stata affidata in amministrazione ai vescovi di Segna, nel 1630 papa Urbano VIII unì la diocesi di Modruš per aequalitatem jurium con quella di Segna, facendole diventare suffraganee dell'arcidiocesi di Esztergom.
Nel 1833 papa Gregorio XVI dovette intervenire con la bolla Apostolici nostri per ribadire e confermare la separazione fra le sedi di Segna e di Modruš: «La diocesi di Modruš o Corbavia è veramente e realmente separata e distinta da quella di Segna e, per quanto ciò sia necessario, di nuovo separiamo, distinguiamo e dividiamo». Quest'intervento del papa era motivato dal fatto che nel corso dei secoli si era affermata la falsa opinione che la diocesi di Modruš fosse soppressa, così come il suo capitolo dei canonici.
Nell'Ottocento, sebbene la cattedrale non esistesse più dai tempi dell'occupazione turca, esisteva ancora il capitolo dei canonici suddiviso in tre parti residenti nelle uniche tre parrocchie censite della diocesi: Novi, Bribir e Buccari.
Nella prima metà del XVIII secolo Segna e Modruš divennero suffraganee dell'arcidiocesi di Kalocsa e dall'8 marzo 1788 suffraganee dell'arcidiocesi di Lubiana. Il 19 agosto 1807 tornarono alla metropolia di Kalocsa, fino all'11 dicembre 1852 quando entrarono a far parte della provincia ecclesiastica dell'arcidiocesi di Zagabria.
Il 27 luglio 1969 con la bolla Coetu instante di papa Paolo VI Modruš fu unita con unione estintiva alla diocesi di Fiume, che contestualmente fu elevata ad arcidiocesi metropolitana e prese il nome di Fiume-Segna; agli arcivescovi fu concesso il privilegio di aggiungere al proprio titolo quello di vescovi di Modruš.
Nel 2000, a seguito dell'istituzione della diocesi di Gospić-Segna, Modruš è diventata sede vescovile titolare; dal 30 ottobre 2001 il vescovo titolare è Dominick John Lagonegro, già vescovo ausiliare di New York.

## Cronotassi dei vescovi

### Sede di Corbavia
- Matteo † (1185 - 1220 deceduto)
- Martino † (menzionato nel 1224 circa)
- Saraceno † (menzionato nel 1240)
- Pietro † (menzionato nel 1300 circa)
- Bonifacio, O.F.M. † (3 giugno 1332 - ?)
- Radoslav Brebiri, O.F.M. † (menzionato nel 1341 circa)
- Lupo † (7 febbraio 1349 - ? deceduto)
- Mauro † (23 marzo 1351 - ? deceduto)
- Pietro Colda, O.P. † (15 febbraio 1361 - circa 1375 deceduto)
- Bálint † (menzionato nel 1371)[2]
- Tommaso Nicolai † (14 novembre 1375 - ?)
- Niccolò † (prima del 1386 - 20 aprile 1401 nominato vescovo di Vác)
- Stefano da Fermo, O.E.S.A. † (27 agosto 1401 - 1º febbraio 1406 nominato vescovo di Scarpanto)
- Stefano Doimo de Blasi † (1º febbraio 1406 - 15 ottobre 1408 nominato vescovo di Scarpanto)
- Gimignano da San Gimignano † (15 ottobre 1408 - ? deceduto)
- Petar Zoch † (7 ottobre 1418 - ?)
- Vito Ostoir Marinich † (22 giugno 1431 - ? deceduto)
- Francesco Stapovich, O.F.M. † (29 ottobre 1456 - ?)

### Sede di Modruš
- Niccolò di Cattaro † (ottobre 1461 - ?)
- Cristoforo da Ragusa † (29 maggio 1480 - 1498 o 1499 deceduto)
  - Giacomo Dragazio † (12 aprile 1499 - 18 settembre 1499 deceduto) (vescovo eletto)
- Simone de Begno † (7 novembre 1509 - marzo 1536 deceduto)
- Pier Paolo Vergerio † (5 maggio 1536 - 6 settembre 1536 nominato vescovo di Capodistria)
- Ermolao Ermolai, O.F.M.Obs. † (6 novembre 1536 - 1537 deceduto)
- Giovanni Evangelista Brachi, O.S.B. † (17 agosto 1537 - 1537 o 1538 deceduto)
- Diego de Loaysa, O.E.S.A. † (11 marzo 1538 - 1549 dimesso)
- Alberto Gliričić, O.P. † (26 luglio 1549 - 19 marzo 1550 nominato vescovo di Veglia)
- Lorenzo Gherardi, O.P. † (20 giugno 1550 - ? deceduto)
  - Sede amministrata dai vescovi di Veglia (?-1560)
- Dionigi Pieppi, O.P. † (17 luglio 1560 - ?)
- Jovan Kosisić † (menzionato nel 1564)
  - Sede amministrata dai vescovi di Segna (1567-1630)
  - Sede unita a Segna (1630-1969)

## Cronotassi dei vescovi titolari
- Dominick John Lagonegro, dal 30 ottobre 2001